# Украинцев, Емельян Игнатьевич
Емелья́н Игна́тьевич Укра́инцев (Укра́инцов) (1641, село Лукино, Рязанский уезд — 12 сентября 1708, Эгер, Венгрия) — русский государственный деятель, дипломат, думный дьяк, посланник Российского государства в Швеции, Дании, Голландии, посол в Турции, Польше, глава Посольского приказа (1689—1697).

## Биография
Емельян Игнатьевич Украинцев родился в 1641 году в семье мелкопоместных служилых дворян Рязанщины (Каменского стана Пронского уезда).
С 1660 года — подьячий Посольского приказа, проходил службу под началом А. Л. Ордина-Нащокина.
В 1672—1673 годах выполнял задание по привлечению Швеции, Дании и Голландии к войне с Османской империей на стороне России.
В 1675 году был произведён в дьяки и подписал вместе с боярином Матвеевым обязательство с австрийско-цесарскими послами относительно титула русских государей. Когда Матвеев в 1676 году подвергся опале, Украинцев принял участие в управлении делами Посольского приказа.
В 1677 году был отправлен вторым послом в Варшаву.

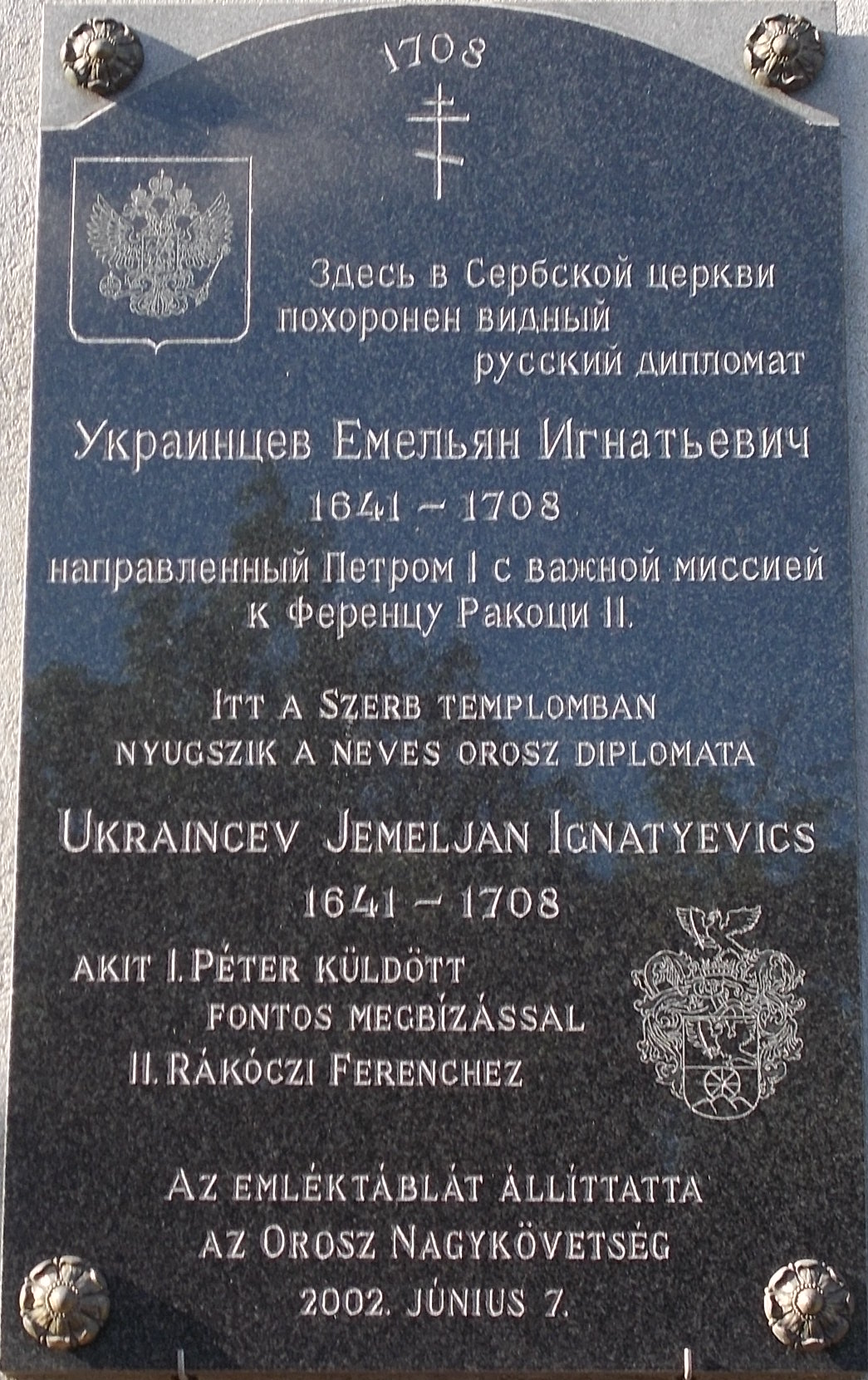
Памятная доска Е. И. Украинцеву в Эгере (Венгрия)

В 1679 и 1685 годах вёл тайные переговоры с малороссийским гетманом Самойловичем для прояснения его позиции относительно союза с Польшей и войны с Османской империей. В 1680 году вёл в Варшаве переговоры о том же предмете.
В 1681 году получил звание думного дьяка.
В 1682 году участвовал в составлении акта об уничтожении местничества. Во время владычества Софьи Украинцев сумел приобрести расположение князя Голицына и, уступая ему первенство в Посольском приказе, фактически заведовал делами. Участвовал в подготовке и заключении Андрусовского мира и всех последующих российско-польских переговоров, увенчавшихся подписанием «Вечного мира» 1686 года.
В 1687 году скрепил своей подписью Бархатную книгу.
В 1687 и 1689 годах Украинцев участвовал в Крымских походах, а также в низвержении гетмана Самойловича.
В 1689 году после падения Голицына Украинцев присоединился к его противникам, сделался главой Посольского приказа и сохранял это звание около 10 лет.
В 1699 году в качестве главы российского представительства вел переговоры с Османской империей о заключении мира, который был необходим для объявления войны Швеции. Последние инструкции им были получены от Петра I в Воронеже.
Среди кораблей, которые вышли из Воронежа для сопровождения дипломатической миссии, были корабли «Крепость», «Сила», «Отворённые врата», «Цвет войны», «Скорпион» и «Меркурий».
Заключению мирного договора между Россией и Османской империей (Турцией) активно препятствовали послы Англии и Голландии. Несмотря на это, добился значительных успехов — турки отказались в пользу России от Азова и прилегающих к нему земель, а также от ежегодной уплаты Россией денежных выплат крымскому хану. Дипломатическое искусство Е. И. Украинцева и заключённый им Константинопольский мирный договор 1700 года получили высокую оценку Петра I, и он был пожалован думным советником.
По возвращении в Россию получил управление Провиантским приказом в 1701—1706 годах. Но от дипломатических дел он не был совсем отстранён. В 1704 году Украинцев ездил на Украину для проведения демаркации новой границы с Турцией.
В 1707—1708 годах вместе с князем В. Л. Долгоруким был посланником России в Польше.
В 1704 году за корыстолюбие был бит в Преображенском дубьём, и ему велено было сделать на Преображенский и Семеновский полки епанчи и 1400 шляп. И после того, однако, он исполнял поручения по дипломатической части.

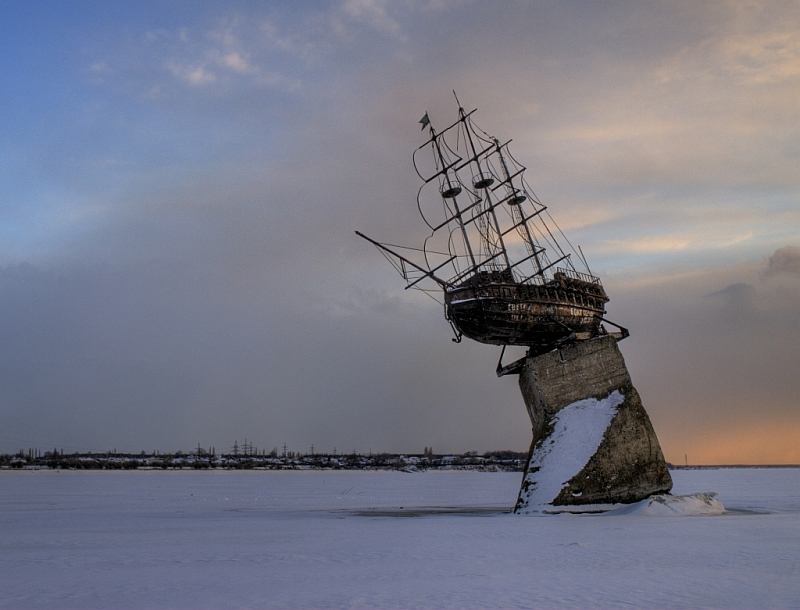
Макет корабля «Меркурий» посреди Воронежского водохранилища

В 1707 году был комиссаром на Люблинском сейме.
В 1708 году с целью примирить руководителя венгерского восстания князя Ракоци с австрийским императором Иосифом I был направлен в Венгрию, где и умер 12 (23) сентября.
В Москве Украинцев владел двумя палатами, одни из них в Хохловском переулке (дом № 7) сохранились — палаты Е. И. Украинцева.

## Семья
Жена — Устинья Осиповна (?). Дочь — Стефанида Емельяновна (? — после 1670); в первом браке за Афанасием Никитичем Пушкиным; во втором — за князем А. Ф. Шаховским.